# Feketecsőrű sivatagipinty
A feketecsőrű sivatagipinty (Rhodospiza obsoleta) a madarak osztályának a  verébalakúak (Passeriformes) rendjébe és a pintyfélék (Fringillidae) családjába tartozó Rhodospiza egyetlen faja.

## Rendszerezése
A fajt  Martin Hinrich Carl Lichtenstein német ornitológus írta le 1823-ban, a Fringilla nembe Fringilla obsoleta néven. Sorolták a Rhodopechys nembe Rhodopechys obsoletus néven.

## Előfordulása
Afganisztán, Egyiptom, Izrael, Irán, Irak, Jordánia, Katar, Kína, Kazahsztán, Kirgizisztán, Kuvait, Libanon, Líbia, Szaúd-Arábia, Szíria, Pakisztán, Tádzsikisztán, Törökország, Türkmenisztán és Üzbegisztán területén honos. 
Természetes élőhelyei a száraz füves puszták és félsivatagok. Állandó, nem vonuló faj.

## Megjelenése
Testhossza 15 centiméter, testtömege 17–28 gramm. Tollazata vörhenyes szürke. Szárnya és farka rózsás, fekete és fehér mintával, főleg repülés közben látszódik.

## Életmódja
Magvakkal, rügyekkel és hajtásokkal táplálkozik, de néha rovarokat is fogyaszt.

## Szaporodása
|  |

## Természetvédelmi helyzete
Az elterjedési területe rendkívül nagy, egyedszáma pedig stabil. A Természetvédelmi Világszövetség Vörös listáján nem fenyegetett fajként szerepel.